# Ruda Komorska
Ruda Komorska – wieś w Polsce położona w województwie wielkopolskim, w powiecie wrzesińskim, w gminie Pyzdry nad rzeką Prosną.
Miejscowość liczy ok. 350 mieszkańców. W wiosce znajduje się m.in. kaplica filialna pw. NMP Fatimskiej należąca do Parafii Narodzenia Najświętszej Maryi Panny w Pyzdrach. W Rudzie Komorskiej działa Warsztat Terapii Zajęciowej (WTZ) powstały w 1999 r.
W latach 1975–1998 miejscowość administracyjnie należała do województwa konińskiego.